# SOGEADE
SOGEADE (Société de gestion de l'aéronautique, de la défense et de l'espace) là một công ty cổ phần của Pháp, chuyên đầu tư vào ngành công nghiệp hàng không không gian.
Cổ phần:
- EADS (30.3%)

Cổ đông
- SOGEPA (50%) - Thuộc sở hữu của chính phủ Pháp
- Désirade (50%) - Thuộc sở hữu của Lagardère Group.